# Детковаць
Детковаць (хорв. Detkovac) — населений пункт у Хорватії, у Вировитицько-Подравській жупанії у складі громади Градина.

## Населення
Населення за даними перепису 2011 року становило 307 осіб.
Динаміка чисельності населення поселення:

## Клімат
Середня річна температура становить 11,43 °C, середня максимальна – 25,49 °C, а середня мінімальна – -5,47 °C. Середня річна кількість опадів – 726 мм.
| Клімат поселення                              | Клімат поселення | Клімат поселення | Клімат поселення | Клімат поселення | Клімат поселення | Клімат поселення | Клімат поселення | Клімат поселення | Клімат поселення | Клімат поселення | Клімат поселення | Клімат поселення | Клімат поселення |
| Показник                                      | Січ.             | Лют.             | Бер.             | Квіт.            | Трав.            | Черв.            | Лип.             | Серп.            | Вер.             | Жовт.            | Лист.            | Груд.            |                  |
| Середній максимум, °C                         | 6,00             | 8,04             | 12,71            | 17,37            | 23,13            | 25,49            | 25,31            | 25,04            | 20,41            | 15,23            | 9,63             | 5,07             |                  |
| Середня температура, °C                       | 0,29             | 2,30             | 7,00             | 11,63            | 17,38            | 19,76            | 21,68            | 21,40            | 16,79            | 11,58            | 5,99             | 1,42             |                  |
| Середній мінімум, °C                          | −5,47            | −3,44            | 1,24             | 5,90             | 11,66            | 14,02            | 18,03            | 17,76            | 13,12            | 7,94             | 2,35             | −2,22            |                  |
| Норма опадів, мм                              | 42               | 37               | 43               | 59               | 71               | 87               | 69               | 73               | 60               | 61               | 71               | 53               |                  |
| Середньомісячна швидкість вітру, м/с          | 2.30             | 2.50             | 2.83             | 2.70             | 2.44             | 2.28             | 2.20             | 2.00             | 2.00             | 2.03             | 2.20             | 2.30             |                  |
| Середньомісячна сонячна радіація, кДж/м²·день | 4101             | 6895             | 10759            | 15188            | 19304            | 21439            | 22180            | 19760            | 14649            | 8990             | 4594             | 3367             |                  |
| --------------------------------------------- | ---------------- | ---------------- | ---------------- | ---------------- | ---------------- | ---------------- | ---------------- | ---------------- | ---------------- | ---------------- | ---------------- | ---------------- | ---------------- |
| Джерело:                                      |                  |                  |                  |                  |                  |                  |                  |                  |                  |                  |                  |                  |                  |